# شين فين
شين فين هو حزب سياسي أيرلندي، موجود في كل من أيرلندا الشمالية وجمهورية أيرلندا، وينظر إليه البعض على أنه الجناح السياسي للجيش الجمهوري الإيرلندي.
و تطلق التسمية على عدد من الحركات السياسية الأيرلندية خلال القرن العشرين مستوحاة من الحزب الاصلي الذي أُسس في عام 1905 على يد آرثر جريفيث وتعني الكلمة انفسنا أو نحن أنفسنا "ourselves" or "we ourselves".
شين فين هو اسم استخدمته عدة حركات سياسية أيرلندية في القرن العشرين، وكل من هذه الحركات ادعت أنها الرافد الوحيد من الحزب الأصلي الذي أسسه آرثر جريفيث في عام 1905. ظهر هذا الحزب من الشرخ الذي حدث عام 1970 داخل الحركة الجمهورية الأيرلندية. زعيم الحزب الحالي هو جيري آدمز والذي يعد شخصية سياسية مثيرة للجدل في أيرلندا.
- الرئيس الحالي: ماري لو ماكدونالد
- التاسيس: الحزب الرئيسي 1905
- المذهب السياسي «الايديولوجية السياسية»: الاشتراكية الديمقراطية ويعتبر الجناح السياسي للجيش الجمهوري الأيرلندي.

## تاريخ الشين فين

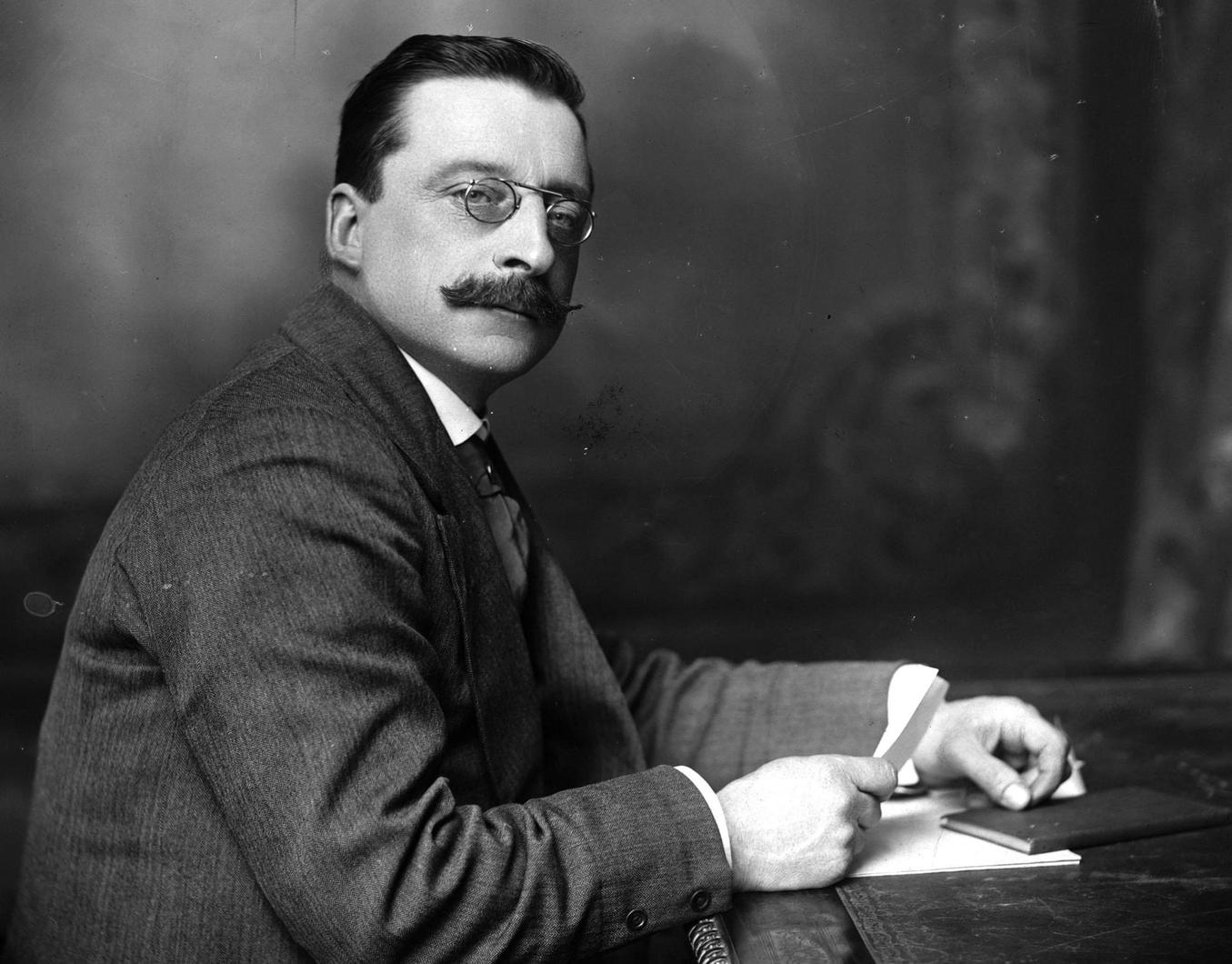
أرثر جريفيث - مؤسس الشين فين

يشكك بعض المؤرخين في أن هناك شين فين واحدة متواصلة. والبعض يرى أنه مجموعة من الأحزاب التي ظهرت من بعضها البعض، كما هو الحال في القيادات المتعددة التي ظهرت من انقسامات العشرينات والثلاثينات والستينات والثمانينات والتسعينات من القرن العشرين، بل وشكل بعضها أحزاباً منافسة، أغلبها له أسماء جديدة والبعض الآخر احتفظ بكلمتا ‘شين فين’. بالطبع هناك أشياء قليلة مشتركة بين شين فين آرثر جريفيث وشين فين الوقت الحالي. فقد كان جريفيث يسعى لإحياء الَمَلكِية المزدوجة، التي كان يظن أنها لا زالت متواجدة شرعياً. وقد فُعِلَّ هذا الفكر تحت مظلة دستور 1782. وبعد أن أُسس كلا من كومان نآن جايدهيل وفيانا فايل في عام 1923 و1926 على التوالي، ظل جزء ضئيل من حزب الحرب الأنجلو-أيرلندية بعد ذلك، وظهر ذلك بنُدرةً في الحياة السياسية حيث لم يستمر كثيراً. وقد ظهروا في العديد من الأشكال، غالباً كشيوعيين راديكاليين أو عسكريين، وأنخرطوا في سياسات الزراعة في غرب البلاد. أما البقية تولى قيادتها جون جي. أوكيلي (سكيليج)، وحصلت على خمس مقاعد في انتخابات الدايل في يونيو 1927، لكنها اختفت من الوجود لعدة عقود.
ساعد العديد من الأعضاء والمساندين في تشكيل «الكتيبة الأيرلندية» التي حاربت ضد فرانكو والفاشية في الحرب الأهلية الأسبانية في الثلاثينات، فيما مثل تضاداً للدعم الذي حصل عليه فرانكو من كومان نآن جايدهيل. وأثناء الحرب العالمية الثانية، سعى عدد من الأعضاء للحصول على دعم النازية، وأحد أبرز هؤلاء هو شون راسل. وقد فُسر ذلك بلا شك على أنه دعم للنازية الألمانية. وفي انتخابات ويستمنستر لعام 1955 حصل الحزب على ظهور ثاني، ليفوز بمقعدين، وفي انتخابات الدايل لعام 1957، فاز بأربعة مقاعد. استمر الحزب في امتناعه عن التصويت، لأنه يرى الدايل كبرلمان يدعو للتشظي والانقسام.

### الأيام الأُول
تبلورت حركة الشين فين حول الحملة الدعائية لكلا من آرثر جريفيث، مناصر للقومية، ووليام روني، موظف مناصر للجمهورية، وكان كلاهما ذا نشاط ملحوظ في اندية دبلن القومية في بدايات القرن العشرين. يقول مروج الدعايات اووده دي بلاكام في ما يراه عن الأيام الأُول للحركة أن الشين فين ’لم تكن حزباً، بل كانت دعاية غير منظمة لشباب وشابات غيليين‘. كان جريفيث صحافي قبل كل شيء ولديه شبكة مؤثرة من الأصدقاء داخل مهنة الصحافة في دبلن. وبالتالي أوصلت صحفه الدعائية، الأيرلندي المتحد والشين فين، الطاقة الهائلة للجيل المعتمد على ذاته إلى تكوين مشروع سياسي استثنائي مبني على الملكية المزدوجة النمساوية المجرية لعام 1876 ونظريات الاقتصادي القومي الألماني فريدريش ليست. ولأنه استهدف ادراك الذات المتنامي للهوية الأيرلندية والذي انعكس في حركات مثل اتحاد الرياضيين الغيليين والعصبة الغيلية (conradh na Gaeilge) وفي المسرح الكنسي، كون جريفيث اتحاداً حراً من الأندية القومية والجمعيات التي نافست حزب جون ريدموند البرلماني الأيرلندي وكان ذلك من أجل تجسيد آمال القوميين في القرن العشرين.
يرى معظم المؤرخين يوم الثامن والعشرين من نوفمبر لعام 1905 على أنه اليوم الذي أسست فيه الحركة لأنه التاريخ الذي أعلن فيه جريفيث لأول مرة عن ’سياسة الشين فين‘. وكان جريفيث قد أعلن في كتاباته أن قرار اتحاد بريطانيا العظمى وأيرلندا الذي صدر عام 1800 غير قانوني وبالتالي يظل مفعول الملكية المزدوجة الأنجلو أيرلندية الذي ظهر للوجود على يد برلمان جراتام وما يسمى دستور عام 1782 سارياً. ويؤرخ البعض تأسيس الشين فين في مايو 1906، عندما أصدر جريفيث جريدة الشين فين، أو في أبريل 1907 عندما ظهرت منظمة تدعى عصبة الشين فين (والتي عارضها جريفيث) أو سبتمبر 1907 عندما دمج جريفيث العصبة ليُكوِّن منظمة شين فين جديدة جاعلاً الشين فين حزباً حقيقياً بعد أن كان مجرد فكرة.
بالرغم من أن الشين فين كانت معروفة على نطاق واسع، إلا أنها لم تحظ بدعم مالي كافي. ففي عام 1909 كان لدى الشين فين 581 عضو يدعمون الحزب بالمال في جميع أنحاء أيرلندا وكانوا موزعين على دبلن (211 عضو) وسليجو (عضوان، طالب وبائع). وبحلول عام 1915 كان الحزب مفلساً لدرجة أنه لم يكن لديه ما يكفي لدفع إيجار مقرالحزب في شارع هاركورت بدبلن. وقد اُنقِذَ الحزب مؤقتاً بسبب الاعتقاد الخاطيء لدى الإدارة البريطانية التي تدير أيرلندا من قلعة دبلن أن الشين فين كانت وراء ثورة 1916، والتي كانت محاولة فاشلة لتأسيس جمهورية أيرلندية، وفشل محادثات أواخر 1916 بين الاتحاديين والقوميين للاتفاق على حكم البلاد، التي أشرف عليها ديفيد لويد جورج، وأزمة الخدمة العسكرية الإلزامية في عام 1917.

### ثورة عيد الفصح
اتهم البريطانيين الشين فين عن طريق الخطأ بالتسبب في ثورة عيد الفصح، والتي لم يكن للشين فين أي علاقة بها، لأن الشين فين تهدف إلى حكم محلي وليس إلى الانفصال - ببساطة لقد كان قادة الثورة يسعون إلى ما هو أكثر من الحكم المزدوج. كان المعلقين البريطانيين يلقبون أي مجموعة تعارض السياسات الدستورية الرائجة في هذا الوقت بالشين فين. وكان يستخدم مصطلح «عصيان الشين فين» في وسائل الاعلام الأيرلندية والشرطة الملكية الأيرلندية وشرطة دبلن العاصمة بل أيضاً كان يستخدمه بعض من شاركوا في العصيان. أستولى قادة الثورة الناجين على الحزب بقيادة أيامون دي فاليرا. واستبدل جريفيث بدي فاليرا كرئيساًً للحزب. كاد الحزب أن ينقسم إلى جمهوري وملكي في أثناء (آرد فييس) مؤتمر عام 1917، ألا أنهم توصلوا إلى اتفاق أن تؤسس الدولة كجمهورية مستقلة، وبعد ذلك يحدد الشعب هل يريدون للدولة حكماً ملكياً أم حكماً جمهورياً، وكان ذلك تحت شرط أنه إذا اُختير الحكم الملكي لن يتولى أي من أفراد العائلة الملكية البريطانية الحكم.
ارتفع شأن الشين فين بسبب الاستياء من إعدام قادة الثورة، حتى بالرغم من أنه قبل تنفيذ الإعدام طالب كل من هيئة كهنوت الرومان الكاثوليك وصحيفة الأيرلندي المستقلة (آيريش إندبندنت) أكبر الصحف الأيرلندية توزيعاً في ذلك الوقت والعديد من الهيئات المحلية بتنفيذ حكم الإعدام الجماعي في قادة الثورة. إلا أن التعاطف الجماعي هذا لم يعطي الشين فين ميزة التصويت الانتخابي الحاسم، فهي حاربت بضراوة مع الحزب البرلماني الأيرلندي بزعامة جون ريدموند وخلفه جون ديلون، حيث كان كلا الطرفين يتنازع على الانتخابات الجزئية. إلا أن الحزب لم يعطى الدفعة الحقيقية إلا بعد أزمة التجنيد، حينما هددت بريطانيا بفرض التجنيد كي تزيد من المجهود الحربي لها. وبُذلت جهود من أجل الاتفاق على شكل سلمي لحكم الذات والوصول إلى اتفاق بين الحزب الاتحادي الأيرلندي (IUP) والحزب البرلماني الأيرلندي (IPP) وأُتفق على هذا في المؤتمر الذي نظمه القائد السابق للحزب الاتحادي الأيرلندي وولتر لونج في عام 1917.هذه الجهود أضعفها زميله في المجلس ديفيد لويد جورج ولم يحضرها الشين فين.

### الانتخابات الأولى
فازت الشين فين بسبعة وثلاثين من مقاعد أيرلندا في برلمان المملكة المتحدة لبريطانيا العظمى وأيرلندا البالغ عددها مائة وستة مقعد في الانتخابات العامة التي اجريت في ديسمبر من عام 1918 وكان العديد من المقاعد التي فازت بها لم يكن عليها منافسة. وكان هذا لعدة أسباب، أولها أن الحزب البرلماني الأيرلندي رغم كونه أكبرالأحزاب في أيرلندا لأربعة عقود لم يخوض معركة انتخابية منذ عام 1910. بالإضافة إلى ذلك فقد تضائلت هياكلها التنظيمية في العديد من أرجاء أيرلندا ولم تعد قادرة على تصعيد تحدياً انتخابياً. ولم يكن هناك منافسة على بعض المقاعد الأخرى بسبب الدعم الجماهيري ولأن بعض الأحزاب الأخرى رأت أنه لا مغزى لتحدى الشين فين لأنها واثقة من فوزه. تشير بعض الوثائق المعاصرة لهذه الأحداث أنه كان هناك بعضاً من التهديد للمرشحين المنافسين. حيث اشار بياراس بياسلاي إلى مثال للانتخابات الفرعية في لونجفورد في عام 1917 حيث صوب ناشط من الشين فين سلاحاً نارياً صوب رأس الموظف المشرف على الانتخابات وأجبره على إعلان فوز مرشح الشين فين على الرغم من أن مرشح الحزب البرلماني الأيرلندي كان لديه عدداً أكبر من الأصوات. وهُدد مرشحين أقوياء مرجحين بألا يرشحوا أنفسهم في دوائر أولستر الانتخابية أو في مانستر. ولأنه كان هناك العديد من المقاعد التي لم تشهد منافسة بسبب ظروف مريبة، فقد كان من الصعب تحديد مدى الدعم الواقعي للحزب داخل البلاد. العديد من التفسيرات تتراوح بين 45% و80%. يقول كاتب موقع www.ark.ac.uk عن انتخابات الشمال أنها قد تصل إلى نسبة 53%. يقدر تفسير آخر نسبة التأييد للشين فين بحوالي 65% من عدد الناخبين (ويمثل الإتحاديين نسبة تتراوح بين 20% و25% والنسبة الباقية تمثل القوميين الباقين). وفي النهاية، كانت الهجرة صعبة جداً في تلك الفترة، مما يعني أن عشرات الآلاف من الشباب كانوا في أيرلندا وقت الانتخابات والذين لم يكن ليكونوا هناك في الظروف المعتادة.
في الواحد والعشرين من يناير عام 1919، تجمع أعضاء البرلمان التابعين للشين فين في مقر الحكم في دبلن واعلنوا أنفسهم برلمان أيرلندا، والمسمى الدايل ايريان. ثم انتخبوا وزارة (ايرياخت) يرأسها رئيساً للوزراء (بريوماه ايري). وبالرغم من أن الدولة أُعلنت كجمهورية، إلا أنه لم يُحَددْ رئيساً للدولة. عولج هذا في أغسطس من عام 1921 عندما رُفي رئيس الوزراء (والذي يعرف أيضاً برئيس الدايل ايريان) كي يصبح رئيساً للجمهورية.
سيطر الشين فين على عشرة من أصل إثنا عشر مجلس مدينة هي مجالس مدن أيرلندا في انتخابات المجالس المدنية لعام 1920. وظلت كلاً من بلفاست وديري تحت سيطرة الاتحاديين والحزب البرلماني الأيرلندي على التوالي. ثم فاز الشين فين في الانتخابات المحلية لذات السنة بكل مجالس المقاطعات عدا انتريم وداون ولندنديري وارماغ.
لاحقاً عانى الشين فين من عدة انقسامات متتالية والتي ظهر منها العديد من الأحزاب، منها كومانا نا انجايدهيل والذي يعرف الآن باسم فاين جايل وفيانا فايل والشين فين الرسمية، والتي عرفت لاحقاً باسم الشين فين – حزب العمال ولاحقاً باسم حزب العمال وفي النهاية اليسار الديموقراطي الذي انضم إلى حزب العمال الأيرلندي بعد أن انضم اليهم في الحكومة، وأخيراً حزب الشين فين الجمهوري.

### الانقسام حول الاتفاقية الأنجلو-أيرلندية
بعد نهاية المباحثات حول الاتفاقية الأنجلو-أيرلندية التي تمت في ديسمبر من عام 1921 بين ممثلي الحكومة البريطانية وحكومة دي فاليرا الجمهورية وبعد موافقة الدايل ايريان المحدودة على هذه الاتفاقية، أُسست دولة تحمل اسم الدولة الأيرلندية الحرة. ثم اقتطعت أيرلندا الشمالية كما نصت الاتفاقية؛ والتي هي منطقة مكونة من ستة مقاطعات تحت الحكم البريطاني بموجب قرار الإدارة البريطانية لأيرلندا الصادر في عام 1920.
كانت أسباب الانقسام متعددة، على الرغم من أن تجزئة البلاد لم تكن أحد هذه الأسباب. حيث أن الجيش الجمهوري الأيرلندي لم ينقسم في الشمال وقد كان ينظر كل من مؤيدي ومعارضي الاتفاقية إلى مايكل كولنز المؤيد للاتفاقية كي يكون الزعيم (ومن أجل السلاح). يوصف السبب الرئيسي وراء الانقسام دائماً على أنه هو مسألة قسم الولاء للدولة الأيرلندية، والذي يجب أن يحلفه أي عضو جديد ينضم للدايل. فقد كان من الواضح صراحةً أن الدولة الأيرلندية الحرة ستكون جزئاً من الكومنولث البريطاني وبالتالي وجد الكثير من الجمهوريين هذا الشأن غير مقبول. أما القوات المؤيدة للاتفاقية كانت تجادل قائلة أن الاتفاقية وفرت ’الحرية لتحقيق الحرية‘. وأثبتت تحركات ايامون دي فاليرا في الثلاثينات وتبنيه للدستور الجمهوري بصورة ساخرة صدق كلمات مؤيدي الاتفاقية في هذا الخصوص. ففي انتخابات مارس من عام 1922 أمَّن دي فاليرا والشين فين المُعارِضة للاتفاقية 35% من التصويت العام. ومن ثم كون العامل المناهض للاتفاقية داخل الجيش الجمهوري الأيرلندي كياناً تنفيذياً لم يكن تابعاً للبرلمان الجديد.
اندلعت حرباً أهلية قصيرة ولكن لاذعة في الفترة بين يونيو من عام 1922 وأبريل من عام 1923 بين مؤيدي الاتفاقية ومعارضيها. ثم استقال دي فاليرا من منصبه كرئيساً للجمهورية وناصر الجانب المناهض للاتفاقية. وقام مناصري الاتفاقية الملقبين بـ ’مؤيدي الدولة الحرة‘ الذين كانوا يتكونون من أغلبية أعضاء الدايل (تياختا دالا) التابعين للشين فين ومعظم الناخبين، بتأسيس الدولة الأيرلندية الحرة. وغَيَّر أعضاء الدايل التابعين للشين فين اسم الحزب إلى كومان نآ أنجايدهيل، وينضمون لاحقاً إلى حزب الوسط وحزب ذوي القمصان الزرقاء في عام 1933 ليكونوا حزب فاين جايل.
ولأن الحركة المؤيدة للاتفاقية أوقفت مؤقتاً أي عملاً مسلحاً داخل الدولة، انقسمت الحركة مجدداً بعد مغادرة رئيسها ايامون دي فاليرا في مارس من عام 1926 بعد أن خسر مسيرةً لتأييد ترك الامتناع عن التصويت إذا أُلغيت جملة الولاء للملك من القسم. وأسس لاحقاً حزب فيانا فايل ومعه مؤيدي المشاركة في القوانين الدستورية، ودخل البرلمان الأيرلندي في العام التالي، ثم كون حكومة عام 1932.

### انقسام الشين فين عام 1970 إلى جناحين ’عسكري‘ و’رسمي‘
اتجه الحزب نحو اليسار بعد عدة محاولات فاشلة للانقلاب المسلح، من بين هذه المحاولات محاولة الارتباط الساذج لتوفير السلاح بين بعض أعضاء الحزب الجمهوري الأيرلندي والنازيين في الاربعينات، وانتهج الحزب منذ هذا الوقت منهجاً مرحلياً مشابه للتحليل الشيوعي التقليدي. وقد تأثر الحزب بجيل من المثقفين الذين ارتبطوا بالحزب الشيوعي الخاص باتحاد كونولي الخاص ببريطانيا العظمى وبالتالي سعى الحزب إلى الانفصال الحاسم عن السياسات الاعتراضية الماضية. وسعى الجيل الجديد من القادة لإشراك عمال أولستر البروتستانت في تكوين جبهة شعبية معارضة للاستعمار.
استفاد جيلاً جديداً من الكاثوليك في شمال أيرلندا في ذات الوقت من تكون دولة رفاهية في المملكة المتحدة وفضلوا بصورةٍ متزايدة أن يطالبوا بالمساواة في توزيع الوظائف والمساكن. وكون الجمهوريون، جنباً إلى جنب مع الشيوعيين وجيل جديد من الاشتراكيين الديموقراطيين، جمعية الحقوق المدنية لأيرلندا الشمالية من أجل المطالبة بوضع حد للتمييز العنصري. وأدت الحملات التي تقوم بها هذه الجمعية (NICRA) – وكذا الرد العنيف للدولة – إلى زعزة الاستقرار في أيرلندا الشمالية، خاصة عندما مارست حكومة هارولد ويلسون العمالية الضغط السياسي على ستورمونت من أجل التغيير.
وفي النهاية، لم يتم أي تغيير. ففي أغسطس من عام 1969 اهتزت أيرلندا الشمالية بعنف بسبب عدة موجات من أعمال الشغب والهجمات الطائفية، وأرسلت القوات البريطانية لدعم شرطة أولستر الملكية التي تسيطر عليها أغلبية إتحادية. هذا العنف، أو إلى حد ما رد الجيش الجمهوري الأيرلندي الهزيل، نزع المصداقية عن زعماء اليسار بالحركة الجمهورية. وفي ذات الوقت، قام بعض أعضاء المجلس التابعين لفيانا فايل مخافة انتشار الشيوعية، بتمويل وتسليح مجموعة انفصالية جل همها هو تصعيد المقاومة المسلحة ضد الحكومة الشمالية بدلاً من اثارة ثورة اشتراكية تعم الجزيرة بأكملها.
ظهر انقسام عام 1970 عندما سعت القيادة التي يسيطر عليها اليساريين لانهاء سياسة الامتناع عن التصويت العتيقة والانخراط في سياسات دستورية غير عنيفة. وبالرغم من أن أغلب النواب كانوا يدعمون القيادة، إلا أن ثلثا الأغلبية الذين كانوا يهدفون إلى تغيير دستور الحزب لم يتحقق. ورأت القيادة أن الصراع الطائفي المتجدد ما هو إلا ’تأليباً للعمال ضد العمال‘ ورفضوا التدخل في الجانب المنادي بالقومية التقليدي. بسبب استيائهم من ما رأوه أنه عدم كفاءة للقيادة، قام التقليديون يقودهم كلا من شون ماك ستيوفاين وروري أو براداي بالانفصال عن الجيش الجمهوري الأيرلندي والشين فين وتكوين ما يسمى جنود الجيش الجمهوري الأيرلندي وجناحها السياسي جنود الشين فين (كلا الكيانين عرف باسم ’الجندي أو الجنودي‘ بسبب تكوين مجلس للجيش مكون من الجنود الثوار). عرفت البقية الباقية من الحزب باسم حزب الشين فين الرسمي، وارتقت إلى حزب سياسي أصبح قوة يسارية متطرفة في جمهورية أيرلندا في الثمانينات.
كان الانقسام عنيفاً وكانت هناك نوبات دورية من التصارع المحدود في بلفاست وغيرها. وتريث العديد من الأفراد الجمهوريين كي يقرروا إلى أي جانب من الانقسام سيوالون.

## تاريخ الشين فين المعاصر
مع تبرأ الرسميين من العنف عام 1972 وتحركهم من الجمهورية إلى الماركسية، أصبحت الشين فين هي الصوت السياسي للأقلية من القوميين الشماليين الذين رؤوا العنف الذي يمارسه الجيش الجمهوري الأيرلندي هو السبيل للخلاص من الحكم البريطاني والتمييز العنصري المقنن الذي يمارس ضد القوميين، الذي كما عبر عنه قائد حزب أولستر الوحدوي ديفيد ترمبل الحائز على جائزة نوبل قائلاً أنه مَثَّلَ ″مكاناً خانقاً للكاثوليكيين″. في مايو من عام 1974 وافقت الحكومة البريطانية على اضفاء صفة الشرعية على الشين فين، ووافقت أيضاً على نفس الإجراء على قوات أولستر التطوعية العسكرية من أجل استرضاء الاتحاديين الغاضبين. وبالرغم من ذلك، لم يستطع الشين فين ان يستقطب دعم الغالبية الكاثوليكية بينما استمر الجيش الجمهوري الأيرلندي في حملته المسلحة، وبالتالي ذهبت كل هذه الأصوات إلى الديمقراطيين الشيوعيين وحزب العمال، بقيادة جيري فيت ولحقه جون هيوم. ومن جهة أخرى، صوتت أقلية صغيرة لصالح حزب التحالف؛ وصوت عدد قليل من الكاثوليكيين لصالح الأحزاب الوحدوية الرائدة مثل حزب أولستر الوحدوي UUP والحزب الديموقراطي الوحدوي والحزب الذي لم يستمر كثيراً: الحزب الوحدوي لأيرلندا الشمالية. لم يستحوذ حزب الشين فين على دعم أغلبية المجتمع المنادي بالقومية إلا في عام 2004، بعد مرور ستة سنوات على إتفاق بلفاست.
وفرت عزلة القوميين التي حدثت بعد ما عقب موت عشرة من الجمهوريين الذين أضربوا عن الطعام في سجن لونج كيش الذي حدث في عام 1981 نقطة للوثوب في بؤرة السياسة الانتخابية في الشمال. بعد ذلك حدث صراع داخلي على الزعامة، بين الزعيم الجنوبي روري أو براداي والزعيم الشمالي جيري آدامز، أدى هذا النزاع إلى ترك أو براداي ورفاقه الحزب وتكوين حزب الشين فين الجمهوري والذي زعم أنه هو حزب الشين فين الحقيقي. حدث هذا الانقسام بسبب قرار أغلبية أعضاء البرلمان الموالين للشين فين أن يغيروا سياسة الامتناع عن التصويت، هذه السياسة كانت سارية فقط على قرارات برلمان ويستمنستر البريطاني في حين أنها رفعت عن الدايل ايريان. سعى الحزب بدءاً من العام 1983 وتحت رئاسة جيري آدامز للانخراط في السياسة أكثر فأكثر عن طريق التأليب السياسي والتهديد باستخدام العنف أو استخدامه فعلياً.

## التكوين التنظيمي للشين فين
ينتشر حزب الشين فين في جميع ارجاء أيرلندا، والعضوية مفتوحة لأي أيرلندي مقيم تعدى سنه السادسة عشرة. يتكون التسلسل الهرمي للإدارة في الحزب من كوماين (أفرع) وكومهايرلي كيانتير (مدراء مقاطعات) وكويجي (مدراء إقليميين). على المستوى القومي، تشرف الكويستي سياستا (اللجنة الدائمة) على إدارة الأعمال اليومية. وهي تتكون من ثمانية أعضاء يرشحهم الارد كومهايرلي (الاجتماع القومي) ويشمل أيضا رئيس كل كويجي. يلتقي الاجتماع القومي للشين فين مرة واحدة شهرياً على الأقل. وهو الذي يوجه التنفيذ الكلي لسياسة الشين فين والأنشطة الخاصة بالحزب. يشرف الاجتماع أيضاً على عمل العديد من الادارات الخاصة بالشين فين، مثل الإدارة العامة والإدارة المالية وإدارة التنظيم القومي وإدارة الحملات وأوجرا شين فين ومنتدى النساء والإدارة الثقافية وإدارة الدعاية والعلاقات الدولية. يتكون الاجتماع من مدير وتسعة أعضاء آخرين، وينتخبون جميعهم بواسطة النواب المشاركين في الأرد فييس (مؤتمر النواب القومي)، وخمسة عشرة آخرين يمثلون الكويجي (الأقاليم) الخمسة؛ أي ثلاثة لكل إقليم. يستطيع الارد كومهايرلي (الاجتماع القومي) أن ينتدب ثمانية أعضاء للقيام بمهام خاصة وبالتالي يرشح غيرهم لمهام أخرى إذا لزم الأمر للتأكد من أن ثلاثين في المائة من أعضاء الارد كومهايرلي (الاجتماع القومي) من النساء.
يعد الأرد فييس (مؤتمر النواب القومي) هو الكيان النهائي في وضع السياسات الخاصة بالحزب والذي يقوم فيه النواب – المنتخبون مباشرة بواسطة أعضاء الكوماين (الأفرع) – بتحديد أو تنفيذ سياسة محددة. يعقد هذا المؤتمر مرة واحدة سنوياً على الأقل إلا أن هناك مؤتمراً خاصاً قد يعقد وينادي بعقده الأرد كومهايرلي (الاجتماع القومي) أو الأعضاء تحت ظروف خاصة.